# Barabbas (2012)
Barabbas ist der Titel einer zweiteiligen Literaturverfilmung aus dem Jahr 2012. Das Drehbuch ist eine Adaption des gleichnamigen Romans des schwedischen Schriftstellers und Literaturnobelpreisträgers Pär Lagerkvist.

## Handlung
In Jerusalem des Jahres 33 nach Christus findet ein Prozess statt, bei dem die Bürger sich entscheiden können. Soll der Mörder und Unruhestifter Barabbas am Kreuz von Golgotha sterben, oder der selbsternannte König der Juden, der Zimmermann Jesus von Nazareth? Die Menschen entscheiden sich, aufgewiegelt von den Tempelpriestern, für Jesus. Barabbas wird begnadigt. In den folgenden Jahren versucht Barabbas zu ergründen, ob die Lehren Jesu von Liebe und Vergebung tatsächlich Gültigkeit besitzen oder ob er weiter Römer verfolgen und töten soll. Dabei wird er von der jungen Christin Esther unterstützt. Barabbas’ Weg führt ihn bis nach Rom, wo er in den Kupferminen harte körperliche Arbeit verrichten muss. Als im Rahmen der neronischen Christenverfolgung die Hauptstadt des Reichs angezündet und ein Raub der Flammen wird, ist Barabbas ein überzeugter Christ, der seiner Überzeugung wegen gekreuzigt wird – wie Jahre zuvor ein Zimmermann aus Nazareth.

## Hintergrundinformationen
Es handelt sich nach dem schwedischen Spielfilm Barabbas – Der Mann im Dunkel (1953) von Alf Sjöberg und dem gigantischen italienischen Monumentalfilm Barabbas (1961) von Richard Fleischer um die dritte Verfilmung des Romans. Die Dreharbeiten fanden in Tunesien statt.

## Synchronsprecher
- Barabbas: Charles Rettinghaus
- Esther: Maren Rainer
- Pontius Pilatus: Matthias Klie
- Jesus von Nazareth: Roman Wolko
- Kedar: Walter von Hauff
- Valerius: Torben Liebrecht
- Simon Petrus: Matthias Kupfer
- Semira: Alisa Palmer
- Jeser: Alexander Brem
- Maria von Nazareth: Elisabeth Günther
- Judas Iskarioth: Patrick Schröder
- Claudia Procula: Claudia Lössl
- Dan: Claus-Peter Damitz
- Sahek: Hubertus von Lerchenfeld
- Markus: Paul Sedlmeir
- Tamar: Anita Höfer
- Drusus: Ekkehardt Belle
- Lazarus: Manuel Straube
- Rabbi Abiram: Ulrich Frank
- Elon: Thomas Wenke
- Licinius: Benedikt Weber